# Joshua Eze
Joshua Chima Eze (* 20. März 2003 in Leverkusen) ist ein deutsch-nigerianischer Fußballspieler.

## Werdegang
Der defensive Mittelfeldspieler begann seine Karriere im Alter von sieben Jahren bei Bayer 04 Leverkusen, wo er sämtliche Jugendmannschaften durchlief. Nach dem Ende der Jugendzeit gehörte er in der Saison 2022/23 dem Kader der Bundesligamannschaft an, blieb jedoch ohne Einsatz. Daraufhin wechselte Eze zum SC Fortuna Köln in die viertklassige Regionalliga West. In den folgenden zwei Jahren kam er auf 38 Regionalligaeinsätze, bei denen er ein Tor erzielte. Im Sommer 2025 wechselte Eze dann zum SC Verl in die 3. Liga. Sein Profidebüt feierte am 2. August 2025 beim 2:2 gegen den SV Waldhof Mannheim, bei dem er nach 24 Minuten wegen unsportlichen Verhaltens die Rote Karte sah.